# Theriokephalie

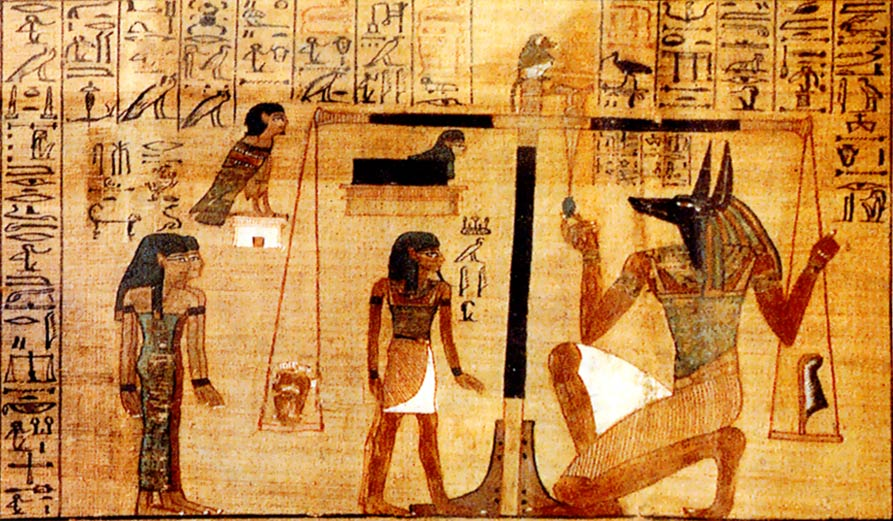
Aus dem ägyptischen Totenbuch: Der tierköpfige Gott Anubis wiegt das Herz des Toten.

Die Theriokephalie (auch Theriocephalie) oder Tierköpfigkeit (altgriechisch θηρίον thēríon: wildes Tier und κεφαλή kephalē: Kopf) bezeichnet in der Altertumswissenschaft die Kombination eines menschlichen Körpers mit einem Tierkopf (Mischwesen). Theriokephalie ist vor allem bei den altägyptischen Göttern häufig zu finden und hat ihren Ursprung möglicherweise im Schamanismus, denn in einigen Felsbildern und Höhlenmalereien sind solche Gestalten dargestellt, bei denen man aber nicht weiß, ob es sich um echte Mischwesen oder um Maskenträger handelt. Beispiele hierfür sind etwa der „Zauberer“ von Trois Frères (Ariège), eine menschliche Gestalt mit Bisonhaupt und langem Schwanz in Le Gabillou (Dordogne) sowie die berühmte Löwenfigur, eine Statuette aus dem Hohlenstein-Stadel im Lonetal. Auch in den allerdings viel jüngeren Felsbildern der Sahara (z. B. Felsgravuren im Wadi Mathendous des Fezzan) finden sich vergleichbare Darstellungen. Auch hier ist jedoch strittig, ob es sich um Schamanen mit Masken handelt oder regelrechte theriokephale Mischwesen. Eine der frühesten derartigen Gestalten ist der Ziegendämon, der potentielle Ursprung des Gottes Pan. Die umgekehrte Kombination eines Tierkörpers mit Menschenkopf fehlt hingegen sowohl in den paläolithischen wie nacheiszeitlichen Felsbildern, ist jedoch wie nebenstehende Abbildung mit dem Seelenvogel zeigt, der im Schamanismus eine geläufige Vorstellung war, im alten Ägypten üblich gewesen (zum Beispiel bei den Sphingen), ähnlich in Griechenland, Mesopotamien und Persien, gewöhnlich als Machtsymbolik von Herrschern. Ob es allerdings von den theriokephalen Dämonen des Neolithikums zu den tierköpfigen Göttern des alten Ägypten eine direkte Verbindung gibt, ist umstritten. Hingegen ist diese Verbindung in Mesopotamien einigermaßen schlüssig. Mutmaßliche theriokephale Frühformen sind am Göbekli Tepe im äußersten Südosten der Türkei an der Grenze zu Syrien gefunden worden.